# Digimortal
Digimortal – czwarty album studyjny amerykańskiego zespołu muzycznego Fear Factory. Wydawnictwo ukazało się 24 kwietnia 2001 roku nakładem wytwórni muzycznej Roadrunner Records.
Nagrania zostały zarejestrowane Ocean Studio w Burbank w Kalifornii, USA pomiędzy 30 września a 4 listopada 2000 roku. Miksowanie odbyło się w Sol 7 Studio w Sherman Oaks w Kalifornii, USA pomiędzy 11 listopada a 6 grudnia 2000 roku. Dodatkowe nagrania zostały zrealizowane w Armoury Studios, Vancouver w Kanadzie. 
Album dotarł do 32. miejsca listy Billboard 200 w Stanach Zjednoczonych. Do lipca 2002 roku nagrania znalazły ponad 150 tys. nabywców w USA.

## Lista utworów
Opracowano na podstawie materiału źródłowego.
| Nr  | Tytuł utworu                     | Słowa          | Muzyka                                                | Długość |
| --- | -------------------------------- | -------------- | ----------------------------------------------------- | ------- |
| 1.  | „What Will Become?”              | Burton C. Bell | Dino Cazares, Christian Olde Wolbers, Raymond Herrera | 3:23    |
| 2.  | „Damaged”                        | Burton C. Bell | Dino Cazares, Christian Olde Wolbers, Raymond Herrera | 3:02    |
| 3.  | „Digimortal”                     | Burton C. Bell | Dino Cazares, Christian Olde Wolbers, Raymond Herrera | 3:02    |
| 4.  | „No One”                         | Burton C. Bell | Dino Cazares, Christian Olde Wolbers, Raymond Herrera | 3:36    |
| 5.  | „Linchpin”                       | Burton C. Bell | Dino Cazares, Christian Olde Wolbers, Raymond Herrera | 3:25    |
| 6.  | „Invisible Wounds (Dark Bodies)” | Burton C. Bell | Dino Cazares, Christian Olde Wolbers, Raymond Herrera | 3:54    |
| 7.  | „Acres Of Skin”                  | Burton C. Bell | Dino Cazares, Christian Olde Wolbers, Raymond Herrera | 3:55    |
| 8.  | „Back The F*** Up”               | Burton C. Bell | Dino Cazares, Christian Olde Wolbers, Raymond Herrera | 3:09    |
| 9.  | „Byte Block”                     | Burton C. Bell | Dino Cazares, Christian Olde Wolbers, Raymond Herrera | 5:20    |
| 10. | „Hurt Conveyor”                  | Burton C. Bell | Dino Cazares, Christian Olde Wolbers, Raymond Herrera | 3:40    |
| 11. | „(Memory Imprints) Never End”    | Burton C. Bell | Dino Cazares, Christian Olde Wolbers, Raymond Herrera | 6:47    |
|     |                                  |                |                                                       | 43:13   |

## Twórcy
Opracowano na podstawie materiału źródłowego.
| - Dino Cazares – gitara - Burton C. Bell – wokal prowadzący - Christian Olde Wolbers – gitara basowa, scratche, edycja cyfrowa - Raymond Herrera – perkusja - Neil Zlozower – zdjęcia - Huey Dee – przedprodukcja - John Anonymous - przedprodukcja - Rhys Fulber – programowanie, instrumenty klawiszowe, produkcja muzyczna - John Bechdel – programowanie, instrumenty klawiszowe |  | - Mike Plotnikoff – miksowanie, inżynieria dźwięku - Reggie Boyd – inżynieria dźwięku - Derek England – asystent inżyniera dźwięku - Oscar Ramirez – asystent inżyniera dźwięku - Robert Breen – asystent inżyniera dźwięku - Michael Blue – obsługa techniczna - Greg Collins – obsługa techniczna - George Marino – edycja cyfrowa - Kaz – oprawa graficzna |

## Wydania
| Rok  | Nr katalogowy        | Format              | Wytwórnia płytowa                              | Region            | Źródło |
| ---- | -------------------- | ------------------- | ---------------------------------------------- | ----------------- | ------ |
| 2001 | RR 8561-2, 8085612RR | CD, Album           | Roadrunner Records                             | Europa            | [ 5 ]  |
| 2001 | RR PROMO 570         | CD, Album, Promo    | Roadrunner Records                             | Europa            | [ 5 ]  |
| 2001 | RR 8561-2, D140741   | CD, Album           | Roadrunner Records, BMG Direct Marketing, Inc. | Europa            | [ 5 ]  |
| 2001 | RR 8561-5            | CD, Album, Dig      | Roadrunner Records                             | Europa            | [ 5 ]  |
| 2001 | RR 8487-2            | CD, Album, Ltd, Dig | Roadrunner Records                             | Stany Zjednoczone | [ 5 ]  |
| 2001 | RR 8561-2            | CD, Album           | Roadrunner Records                             | Stany Zjednoczone | [ 5 ]  |
| 2001 | RR 8561-2            | CD, Album           | Roadrunner Records                             | Stany Zjednoczone | [ 5 ]  |
| 2001 | RR 8561-5            | CD, Album, Dig      | Roadrunner Records                             | Stany Zjednoczone | [ 5 ]  |
| 2001 | RR Promo 570         | CD, Album, Promo    | Roadrunner Records                             | Stany Zjednoczone | [ 5 ]  |
| 2001 | RR 8561-2            | CD, Album, Club     | Roadrunner Records                             | Stany Zjednoczone | [ 5 ]  |
| 2001 | RR 8561-5            | CD, Album, Dig      | Roadrunner Records                             | Australia         | [ 5 ]  |
| 2001 | RR 8561-2            | CD, Album           | Roadrunner Records                             | Australia         | [ 5 ]  |
| 2001 | RR 8487-2            | CD, Album, Dig      | Roadrunner Records                             | Kanada            | [ 5 ]  |
| 2001 | RR 85612             | CD, Album           | Roadrunner Records                             | Kanada            | [ 5 ]  |
| 2001 | RRCY-11134           | CD, Album, Promo    | Roadrunner Records                             | Japonia           | [ 5 ]  |
| 2001 | RRCY-11134           | CD, Album           | Roadrunner Records                             | Japonia           | [ 5 ]  |
| 2001 | MASS 0852            | Cass, Album         | Metal Mind Records                             | Polska            | [ 5 ]  |
| 2001 | MASS CD 0852         | CD, Album           | Metal Mind Records                             | Polska            | [ 5 ]  |
| 2001 | MASS CD 0852 DG      | CD, Album, Ltd, Dig | Metal Mind Records                             | Polska            | [ 5 ]  |
| 2001 | 74321 86420 4        | Cass, Album         | BMG Russia                                     | Rosja             | [ 5 ]  |
| 2001 | RR8561-4             | Cass, Album         | Roadrunner Records                             | Malezja           | [ 5 ]  |

## Listy sprzedaży
| Lista                        | Kraj              | Pozycja |
| ---------------------------- | ----------------- | ------- |
| Billboard 200                | Stany Zjednoczone | 32      |
| Billboard Independent Albums | Stany Zjednoczone | 1       |
| Billboard Canadian Albums    | Kanada            | 17      |
| Ö3 Austria Top 40            | Austria           | 26      |
| SNEP                         | Francja           | 40      |